# 반항 (1965년 영화)
반항(영어: Repulsion)은 영국에서 제작된 로만 폴란스키 감독의 1965년 공포, 스릴러 영화이다. 까뜨린느 드뇌브 등이 주연으로 출연하였고 진 구토브스키 등이 제작에 참여하였다.

## 출연

### 주연
- 까뜨린느 드뇌브
- 이안 헨드리

### 조연
- 로만 폴란스키

## 제작진
- 협력프로듀서: 샘 웨인버그
- 협력프로듀서: 로버트 스턴
- 미술: 시머스 플래너리